# Francis Plumerel
Francis Desiré Marie Ghislain Plumerel (Ukkel, 18 november 1917 - 13 oktober 1985) was een Belgisch moderne vijfkamper.

## Levensloop
Plumerel nam deel aan de Olympische Zomerspelen van 1952 te Helsinki. Hij werd er 45e in het eindklassement van de moderne vijfkamp.